# SSV-33指揮艦
SSV-33“乌拉尔”号大型核动力侦察舰（ССВ-33 Урал）是一艘蘇聯海軍在1989年時啟用的指揮艦，具有作為艦隊旗艦、飞弹跟踪、太空轨迹跟踪、电子與情报作战以及通讯中继等多種特殊功能。該艦的北約代號被命名為Kapusta，在俄文中意指「白菜」，起因於該艦前半艦身上層的大型圓形雷達在造型上狀似一顆白菜。
乌拉尔号核动力侦察船在设计时的代号是1941「泰坦」計畫，是一艘特殊用途船隻。烏拉爾號下水後被編入蘇聯太平洋艦隊，但它從來沒有實際出海值勤，然而，由於其特殊的用途構造太平洋艦隊並未擁有任何能供其停靠的碼頭設施，逼使它非得漂浮在海面上以接駁方式與陸地聯繫。再加上船上需要大量部隊人員保護與維持其正常運作，使得該艦儼然成為一艘漂浮在海面上的巨大兵營。蘇聯解體後，接手太平洋艦隊的俄羅斯無法再繼續支撐其高昂的护养开支，因此SSV-33在2002年底時正式退役，除籍後的舊船在俄羅斯位於太平洋岸唯一具有核動力船艦維修能力的星造船廠（Дальневосточный завод «Звезда»）進行拆除。
烏拉爾號上的無線電偵察系統被稱作“珊瑚”（Coral），這個系統運用了厄爾布魯斯（Elbrus）與多台EC-1046（IBM System/370大型電腦的蘇聯仿製版）作為其運算核心，是當時蘇聯電戰技術的頂尖作品。
有文章聲稱該艦由1144型巡洋艦船體發展而來；也有中文文章声称该船是由1153型航空母艦的船体改来，並同時將1941计划誤植為1191计划，但事实上相關的俄文资料中卻没有提及1153型曾實際被建造過。